# Гарволинский уезд
Гарволинский уезд — административная единица в составе Седлецкой губернии Российской империи, существовавшая c 1867 года по 1919 год. Административный центр — город Гарволин.

## История
Уезд образован в 1867 году в составе Седлецкой губернии Российской империи. В 1919 году преобразован в Гарволинский повят Люблинского воеводства Польши.
В 1832 году построена Ивангородская крепость.

## Население
По переписи 1897 года население уезда составляло 120 736 человек, в том числе в городе Гарволине — 5341 жит., в Желехове — 7140 жит.

### Национальный состав
Национальный состав по переписи 1897 года:
- поляки — 100 115 чел. (82,9 %),
- евреи — 17 054 чел. (14,1 %),
- немцы — 2123 чел. (1,8 %),
- русские — 1167 чел. (1,0 %),

## Административное деление
В 1913 году в состав уезда входило 17 гмин: 
| - Варшавицы — д. Варшавицы, - Вильга — д. Вильга, - Воля-Рембковска — д. Воля-Рембковска, - Гуржно — д. Гуржно, - Желехов — г. Желехов, - Клочев — д. Клочев, - Ласкаржев — пос. Ласкаржев, - Мацеевицы — пос. Мацеевицы, - Осецк — пос. Осецк, | - Павловицы — пос. Стенжица, - Подленж — д. Подленж, - Пшонка — пос. Парисов, - Рыки — пос. Рыки, - Собене-Езиоры — пос. Собене-Езиоры, - Соболев — д. Корытница, - Троянов — д. Троянов, - Уленж — д. Уленж. |